# Laban Rotich
Laban Rotich (ur. 20 stycznia 1969 w Mosoriot) – kenijski lekkoatleta specjalizujący się w biegach średniodystansowych, uczestnik letnich igrzysk olimpijskich w Atlancie (1996).

## Sukcesy sportowe
- mistrz Kenii w biegu na 1500 m – 1997[1]

| Rok  | Miasto       | Zawody                      | Konkurencja    | Wynik         |
| ---- | ------------ | --------------------------- | -------------- | ------------- |
| 1996 | Atlanta      | letnie igrzyska olimpijskie | bieg na 1500 m | 4. miejsce    |
| 1996 | Mediolan     | finał Grand Prix IAAF       | bieg na 1500 m | brązowy medal |
| 1997 | Ateny        | mistrzostwa świata          | bieg na 1500 m | 11. miejsce   |
| 1998 | Dakar        | mistrzostwa Afryki          | bieg na 1500 m | złoty medal   |
| 1998 | Kuala Lumpur | igrzyska Wspólnoty Narodów  | bieg na 1500 m | złoty medal   |
| 1998 | Moskwa       | finał Grand Prix IAAF       | bieg na 1500 m | srebrny medal |
| 1999 | Maebashi     | halowe mistrzostwa świata   | bieg na 1500 m | srebrny medal |
| 1999 | Monachium    | finał Grand Prix IAAF       | bieg na 1500 m | brązowy medal |
| 1999 | Sewilla      | mistrzostwa świata          | bieg na 1500 m | 6. miejsce    |
| 2001 | Lizbona      | halowe mistrzostwa świata   | bieg na 1500 m | 4. miejsce    |
| 2002 | Tunis        | mistrzostwa Afryki          | bieg na 1500 m | srebrny medal |
| 2003 | Monako       | światowy finał IAAF         | bieg na 1500 m | 5. miejsce    |
| 2004 | Budapeszt    | halowe mistrzostwa świata   | bieg na 1500 m | brązowy medal |
| 2004 | Monako       | światowy finał IAAF         | bieg na 1500 m | brązowy medal |
| 2005 | Monako       | światowy finał IAAF         | bieg na 1500 m | 9. miejsce    |

## Rekordy życiowe
- bieg na 800 m – 1:43,65 – Stuttgart 19/07/1998
- bieg na 800 m (hala) – 1:48,71 – Sindelfingen 28/02/1999
- bieg na 1000 m – 2:14,43 – Nicea 16/07/1997
- bieg na 1000 m (hala) – 2:18,96 – Birmingham 20/02/2000
- bieg na 1500 m – 3:29,91 – Zurych 12/08/1998
- bieg na 1500 m (hala) – 3:32,11 – Stuttgart 01/02/1998
- bieg na 1 milę – 3:47,65 – Oslo 04/07/1997
- bieg na 1 milę (hala) – 3:53,18 – Boston 29/01/2005
- bieg na 2000 m – 4:57,63 – Bratysława 29/05/1996
- bieg na 2000 m (hala) – 4:56,09 – Birmingham 14/02/1999
- bieg na 3000 m (hala) – 7:47,97 – Gandawa 08/02/2004
- bieg na 2 mile (hala) – 8:28,25 – Liévin 23/02/2003
- bieg na 5000 m (hala) – 14:11,17 – Johnson City 25/01/1997